# Francisco Arrué
Francisco Esteban Arrué Pardo est un footballeur chilien né le 7 août 1977 à São Paulo. Il évoluait au poste de milieu de terrain reconverti entraîneur.

## Biographie

### En club
Francisco Arrué évolue dans cinq pays différents : au Chili, en Suisse, en Espagne, au Mexique, et en Colombie.
Au cours de son passage en Europe, il joue 26 matchs en première division suisse, marquant 10 buts, et 25 matches en deuxième division espagnole.
Il dispute également 16 matchs en Copa Libertadores (trois buts), et 15 matchs en Copa Sudamericana (un but). En Copa Libertadores, il inscrit le 7 avril 2006 un doublé avec l'Universidad Católica, contre le club brésilien des Corinthians (défaite 2-3). Il atteint avec cette même équipe les demi-finales de la Copa Sudamericana en 2005, en étant battu par le club argentin de Boca Juniors.

### En équipe nationale
Il est médaillé de bronze lors des Jeux olympiques d'été de 2000. Lors du tournoi olympique organisé en Australie, il joue trois matchs.

## Palmarès
Avec Colo-Colo :
- Champion du Chili en 1996 et  1998
- Vainqueur du  Tournoi de clôture du championnat du Chili en 1997
- Vainqueur de la Coupe du Chili en 1996

Avec Universidad Católica :
- Vainqueur du Tournoi d'ouverture du championnat du Chili en 2005

Avec Universidad de Concepción :
- Vainqueur de la Coupe de Chili en 2009

Avec le Chili :
- Médaille de bronze aux Jeux olympiques d'été de 2000